# Kazaviaspas
Kazaviaspas is een Kazachse luchtvaartmaatschappij met haar thuisbasis in Almaty.

## Geschiedenis
Kazaviaspas is opgericht in 2003.

## Vloot
De vloot van Kazaviaspas bestaat uit:(feb.2007)
- 1 Antonov AN-30()